# باشگاه فوتبال فلور ده کانیا
باشگاه فوتبال فلور ده کانیا یک تیم فوتبال اهل نیکاراگوئه است که در چیچیگالپا، ماناگوآ واقع شده است. این باشگاه دوبار قهرمان سطح اول نیکاراگوئه شده است.

## بازی با تیم‌های کشورهای دیگر
| حریف    | سال  | بازی | برد | مساوی | باخت | گ. ز | گ. خ | امتیاز | +/- |
| ------- | ---- | ---- | --- | ----- | ---- | ---- | ---- | ------ | --- |
| آلیانسا | ۱۹۶۷ | ۲    | ۱   | ۰     | ۱    | ۳    | ۱۰   | ۳      | -۷  |
| مجموع   |      |      |     |       |      |      |      |        |     |